# Arn (TV-serie)
Arn är en svensk dramaserie i sex delar från 2010, baserad på böckerna och filmerna om Arn Magnusson av Jan Guillou. Premiären ägde rum 22 mars 2010 och sågs av 928.000.
Berättelsen om Arn tar sin början i Sverige, år 1150. På gården Aranäs i västra Götaland föds Arn Magnusson. Som liten pojke sätts Arn i kloster och får lära sig av broder Guilbert att hantera intellektuella gåvor lika bra som pil och båge. 
Arn blir förälskad i Cecilia från kyrkokören. Arn reser till Heliga landet, och ska tjäna som tempelriddare i striden mellan kristna och muslimer.

## Rollista
- Joakim Nätterqvist - Arn Magnusson
- Donald Högberg - Algot Pålsson
- Charlotta Larsson - Dorotea Röriksdotter
- Thomas W Gabrielsson - Emund Ulbane
- Svante Martin - Karl Sverkersson
- Christian Fiedler - Lagman Karle
- Annika Hallin - Syster Leonore
- Bo Wettergren - Hirdman
- Sofia Helin - Cecilia Algotsdotter
- Stellan Skarsgård - Birger Brosa
- Morgan Alling - Eskil Magnusson
- Simon Callow - Fader Henry
- Vincent Perez - Broder Guilbert
- Sven-Bertil Taube - Biskop Bengt
- Anders Baasmo Christiansen - Harald
- Milind Soman - Sultan Saladin
- Nicholas Boulton - de Riderfort
- Frank Sieckel - de Turenne
- Bibi Andersson - Moder Rikkissa
- Gustaf Skarsgård - Knut Eriksson
- Michael Nyqvist - Magnus Folkesson
- Lina Englund - Katarina Algotsdotter